# Phoenix Sport Club
El Phoenix Sport Club es un club de fútbol estadounidense con sede en Feasterville, Condado de Bucks, Pensilvania. Fue fundado en 1926 y actualmente juega en la United States Adult Soccer Association, quinta división en el fútbol estadounidense.